# محمد عفاش العدوان
محمد عفّاش العدوان (مواليد 1943) وسفير ووزير أردني متقاعد.

## التعليم
حصل العدوان على بكالوريوس العلوم السياسية من جامعة ولاية كاليفورنيا في الولايات المتحدة الأمريكية، وماجستير علاقات دولية من نفس الجامعة. أما درجة الدكتوراة فحصل عليها في العلوم السياسية من جامعة كولورادو، ولاية كولورادو.

## الحياة المهنية
في الفترة من 1977 حتى 1982، كان نائب رئيس سلطة وادي الأردن، انتقل بعد ذلك للعمل مديراً لمكتب الملكة نور الحسين حيث استمر فيه من 1982 حتى 1985، ليُعيّن سفيراً للأردن لدى إسبانيا حتى 1989، ثم انتقل إلى موسكو سفيراً لدى الاتحاد السوفيتيمن 1990 حتى 1991، وفي نفس الفترة كان سفيراً غير مقيم لدى هلسنكي. بعد عودته لعمان، عُيّن رئيساً للمراسم من 1991 حتى 1993.
عيّن وزيراً للسياحة والآثار من 1993 حتى 1995، ثمّ وزير دولة للشؤون السياسية والمعلومات من 2001 حتى 2003.